# Australutica normanlarseni
Australutica normanlarseni là một loài nhện trong họ Zodariidae.
Loài này thuộc chi Australutica. Australutica normanlarseni được Rudy Jocqué miêu tả năm 2008.